# Parafia św. Jadwigi Królowej w Nakli
Parafia świętej Jadwigi Królowej w Nakli – parafia rzymskokatolicka, znajdująca się w diecezji pelplińskiej, w dekanacie Bytów.